# Kabinett Þorsteinn Pálsson
Das Kabinett Þorsteinn Pálsson war eine Regierung der am 17. Juni 1944 ausgerufenen Demokratischen Republik Island (isländisch Lýðveldið Ísland). Es wurde am 8. Juli 1987 gebildet und löste das Kabinett Steingrímur Hermannsson I ab. Es blieb bis zum 28. September 1988 im Amt, woraufhin es vom Kabinett Steingrímur Hermannsson II abgelöst wurde. 
Dem Kabinett gehörten Mitglieder der der Unabhängigkeitspartei (Sjálfstæðisflokkurinn), Fortschrittspartei (Framsóknarflokkurinn) sowie der Sozialdemokratischen Partei Islands (Alþýðuflokkurinn) an.

## Regierungsmitglieder
| Amt                                                        | Amtsinhaber                | Beginn der Amtszeit | Ende der Amtszeit  |
| ---------------------------------------------------------- | -------------------------- | ------------------- | ------------------ |
| Premierminister                                            | Þorsteinn Pálsson          | 8. Juli 1987        | 28. September 1988 |
| Außenminister                                              | Steingrímur Hermannsson    | 8. Juli 1987        | 28. September 1988 |
| Bildungsminister                                           | Birgir Ísleifur Gunnarsson | 8. Juli 1987        | 28. September 1988 |
| Industrieminister                                          | Friðrik Sophusson          | 8. Juli 1987        | 28. September 1988 |
| Minister für Gesundheit und soziale Sicherheit             | Guðmundur Bjarnason        | 8. Juli 1987        | 28. September 1988 |
| Fischereiminister                                          | Halldór Ásgrímsson         | 8. Juli 1987        | 28. September 1988 |
| Sozialministerin                                           | Jóhanna Sigurðardóttir     | 8. Juli 1987        | 28. September 1988 |
| Finanzminister                                             | Jón Baldvin Hannibalsson   | 8. Juli 1987        | 28. September 1988 |
| Landwirtschaftsminister                                    | Jón Helgason               | 8. Juli 1987        | 28. September 1988 |
| Justizminister und Minister für kirchliche Angelegenheiten | Jón Sigurðsson             | 8. Juli 1987        | 28. September 1988 |
| Handelsminister                                            | Jón Sigurðsson             | 8. Juli 1987        | 28. September 1988 |
| Minister für Statistik (Hagstofa Íslands)                  | Jón Sigurðsson             | 8. Juli 1987        | 28. September 1988 |
| Verkehrsminister                                           | Matthías Mathiesen         | 8. Juli 1987        | 28. September 1988 |